# Another Earth
Another Earth (Nederlands: Een Andere Aarde) is een Amerikaanse onafhankelijke lowbudgetfilm uit 2011. De film werd geregisseerd door Mike Cahill, die hem samen met hoofdrolspeelster Brit Marling ook bedacht, schreef en produceerde en opgenomen in West Haven (Connecticut). De film ging in januari 2011 in première op het Sundance Film Festival en werd verdeeld door Fox Searchlight Pictures. Another Earth werd gematigd positief ontvangen. Op de filmbeoordelingssite Rotten Tomatoes behaalt hij 63%. Aan de bioscoopkassa's bracht hij ruim 1,3 miljoen euro op op een productiebudget van zo'n 150.000 euro. De film won ook verschillende filmprijzen. Zo kreeg Mike Cahill in Sundance de Alfred P. Sloan Feature Film Prize en won Brit Marling twee prijzen als beste actrice.

## Verhaal
Het leven lacht de zeventienjarige Rhoda Williams toe als ze wordt toegelaten tot de MIT-universiteit. Als ze na een avondje stappen in dronken toestand naar huis rijdt hoort ze op de radio over de ontdekking van een planeet die sterk op de Aarde gelijkt. De presentator vertelt waar in de hemel die zich bevindt en Rhoda kijkt uit het raam. Ze wijkt af van haar baanvak en rijdt frontaal in op de auto van professor John Burroughs, zijn vrouw en zoontje die voor een rood licht staat.
Zij en John zijn de enige overlevenden van het ongeval. John ligt een aantal maanden in coma en Rhoda verdwijnt vier jaar achter tralies. Na haar vrijlating neemt ze een baantje als poetsvrouw in een school. Ze zoekt John, die teruggetrokken leeft in zijn groezelige huis, op om zich te verontschuldigen maar durft niet. In de plaats biedt ze haar diensten als poetsvrouw aan en mag zo elke week langskomen om te poetsen.

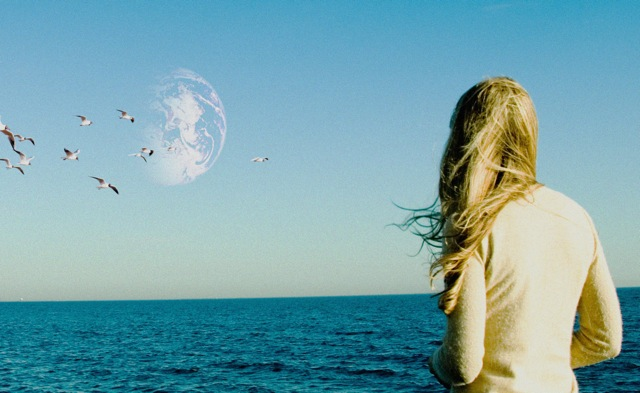
Promotiebeeld van Rhoda die naar Aarde 2 kijkt. De planeet is doorheen de film zo in de lucht te zien.

In de tussentijd ontdekt men dat de planeet die vier jaar eerder was ontdekt een kopie van de Aarde is en wordt er ook contact mee gemaakt. Rhoda wordt door een ruimtevaartbedrijf uitverkoren om ernaartoe te vliegen, samen met andere passagiers die tot drie miljoen dollar betalen voor een kaartje. John is inmiddels op Rhoda gesteld geraakt. Het tweetal belandt ook samen in bed en hij vraagt haar niet te gaan. Uiteindelijk vertelt ze dat zij verantwoordelijk was voor de dood van zijn vrouw en kind en hij gooit haar eruit.

Rhoda hoort een wetenschapper vertellen dat de synchroniciteit tussen de Aarde en Aarde 2 zoals de kopie genoemd wordt waarschijnlijk verbroken is toen de kopie ontdekt werd. Daarom denkt ze dat het ongeval mogelijk niet gebeurd is op Aarde 2 en geeft Rhoda haar ticket aan John, die er daadwerkelijk naartoe vertrekt. Vier maanden later ontmoet ze haar evenbeeld van Aarde 2 aan de garage van haar huis, wat erop wijst dat het ongeval daar niet is gebeurd.

## Rolverdeling
- Brit Marling als Rhoda Williams, de protagonist.
- William Mapother als John Burroughs, de weduwnaar.
- Jordan Baker als Kim Williams, Rhoda's moeder.
- Flint Beverage als Jeff Williams, Rhoda's vader.
- Robin Lord Taylor als Robert Williams, Rhoda's jongere broer.
- Kumar Pallana als Purdeep, Rhoda's collega.
- Richard Berendzen, de verteller.